# Пир (Јужна Дакота)
Пир (енгл. Pierre) град је у САД у савезној држави Јужна Дакота и њен главни град. По подацима из 2000. године у граду је живело 13.876 становника.

## Географија
Пир се налази на надморској висини од 442 m. Налази се на обали Мисури.

## Демографија
По попису из 2010. године број становника је 13.646, што је 230 (-1,7%) становника мање него 2000. године.
|                   | 2010.           | 2000.           |
| Укупно            | 13 646 (100,0%) | 13 876 (100,0%) |
| Белци             | 11 509 (84,34%) | 12 257 (88,33%) |
| Остали            | 1 726 (12,65%)  | 1 354 (9,758%)  |
| Хиспаноамериканци | 259 (1,898%)    | 173 (1,247%)    |
| Азијати           | 82 (0,601%)     | 64 (0,461%)     |
| Афроамериканци    | 70 (0,513%)     | 28 (0,202%)     |